# The Ballroom Blitz
The Ballroom Blitz ist ein Lied der britischen Glam-Rock-Band The Sweet, komponiert von Nicky Chinn und Mike Chapman.

## Entstehung
Der Titel The Ballroom Blitz, wurde durch einen Auftritt der Band am 27. Januar 1973 in der Grand Hall in Kilmarnock in Schottland inspiriert, wo sie mit Flaschenwürfen von der Bühne vertrieben wurden.
The Ballroom Blitz wurde im ehemaligen Audio International Studio (gegründet von George Martin), 18 Rodmarton Street, in London, aufgenommen und im September 1973 als Single veröffentlicht.
Der Song erschien auf der US-amerikanischen und der kanadischen LP-Version von Desolation Boulevard, ist aber in Großbritannien nie auf einem Album, außer auf Hit-Zusammenstellungen von The Sweet, erschien.
Das anfängliche Gitarren- und Schlagzeug-Riff und die Melodie des Liedes haben Ähnlichkeit mit einem Titel von Bobby Comstock, „Let’s Stomp“ aus dem Jahr 1963.

## Musiker
- Brian Connolly – Leadgesang
- Steve Priest – Bassgitarre, (Background-Gesang)
- Andy Scott – Gitarre, (Background-Gesang)
- Mick Tucker – Schlagzeug, (Background-Gesang)

## Rezeption

### Charts und Chartplatzierungen
| ChartsChartplatzierungen       | Höchstplatzierung | Wochen |
| ------------------------------ | ----------------- | ------ |
| Deutschland (GfK)              | 1 (20 Wo.)        | 20     |
| Österreich (Ö3)                | 5 (12 Wo.)        | 12     |
| Schweiz (IFPI)                 | 3 (11 Wo.)        | 11     |
| Vereinigtes Königreich (OCC)   | 2 (9 Wo.)         | 9      |
| Vereinigte Staaten (Billboard) | 5 (25 Wo.)        | 25     |

### Auszeichnungen für Musikverkäufe
Am 1. Oktober 1973 erhielt The Ballroom Blitz eine Silberne Schallplatte für 250.000 verkaufte Einheiten im Vereinigten Königreich. Weltweit verkaufte sich die Single über eine Million Mal.

| Land/Region                  | Auszeichnungen für Musikverkäufe (Land/Region, Auszeichnung, Verkäufe) | Verkäufe |
| ---------------------------- | ---------------------------------------------------------------------- | -------- |
| Vereinigtes Königreich (BPI) | Silber                                                                 | 250.000  |
| Insgesamt                    | 1× Silber ·                                                            | 250.000  |

## Nachwirken
- Das Lied ist in vielen Filmen erschienen, darunter in Wayne’s World, Bordello of Blood, Romanzo Criminale,[9] Daddy Day Care und The Sandlot: Heading Home.
- Das Lied wurde in der BBC-Fernsehserie Life on Mars – Gefangen in den 70ern als Filmmusik eingesetzt.
- Die Strophe: “she thinks she’s the passionate one” aus Ballroom Blitz, wurde für den Beastie Boys Song Hey Ladies benutzt.[10]
- Der Song wurde 2004 für den Mitsubishi Galant[11] Commercial genutzt.
- Der Titel ist auch im offiziellen Soundtrack des Ubisoft-Spiels, Shaun – White Snowboarding zu hören.
- 2016 wurde The Ballroom Blitz für den dritten Trailer des Films Suicide Squad aus dem DC Extended Universe genutzt.[12]

## Coverversionen
Die erste Coverversion von The Ballroom Blitz wurde 1975 von den Les Humphries Singers aufgenommen. Diese Version erreichte Platz 1 in Neuseeländischen Charts. 1979 wurde das Lied von The Damned aufgenommen, mit Lemmy Kilmister von Motörhead am Bass, es wurde als B-Seite von I Just Can't Be Happy Today veröffentlicht sowie als Bonus-Track der CD-Neuauflage von Machine Gun Etiquette. Weitere Coverversionen des Songs der Band Krokus von 1984, den Surf Punks auf ihrem 1988er-Album Oh No! Not Them Again, der japanischen Glam-Rock-Band Scanch auf ihrem Album Ultra Romantic Bombers for Unlimited Lovers von 1991. Unter dem Titel R&R Dynamite Kyoujidai von der Thrash-Metal-Band Nuclear Assault auf ihrem 1991er-Album Out of Order, Tia Carrere auf dem Soundtrack von Wayne’s World von 1992 und der christlichen Rockband Calibretto 13 auf ihrem Album Enter the Danger Brigade, 2000. 2003 coverte die estnische Band Vanilla Ninja das Lied. Im Jahr 2016 nahmen The Struts den Song als Soundtrack für den Film The Edge of Seventeen auf. 2017 coverte die Band The Featherz den Song für ihr Debütalbum Five Year Itch.